# Michael Barry
Michael Barry (Toronto, 18 dicembre 1975) è un ex ciclista su strada canadese, professionista dal 1999 al 2012.

## Biografia
Figlio di Michael Barry senior, ciclista professionista negli anni cinquanta e proprietario di un negozio di biciclette, è sposato con Deirdre Demet Barry, ciclista statunitense, medaglia d'argento ai Giochi olimpici del 2004.
Barry si è anche cimentato come scrittore: nel 2004 ha dato alle stampe il libro Inside the Postal Bus, nel quale racconta la sua esperienza alla US Postal. Oltre ad esso ha scritto vari diari sulle sue stagioni da professionista.

## Carriera
Barry passò professionista nel 1999 con la Saturn, ottenendo nello stesso anno piazzamenti in corse minori, mentre nel 2001 sfiorò la vittoria nel campionato canadese su strada giungendo secondo. Nel 2002 si trasferì alla US Postal Service di Lance Armstrong, con la quale fece la sua prima apparizione nei grandi giri, prendendo parte alla Vuelta a España che non portò a termine. Riuscì tuttavia a ben figurare in alcune occasioni, piazzandosi quarto al Tour de Georgia nel 2003 e centrando un settimo posto nel campionato del mondo su strada del 2003 corso nel suo paese.
Nel 2004 Barry si piazzò settimo al Meisterschaft von Zürich e trentaduesimo nella prova in linea dei Giochi olimpici del 2004 dopo aver tentato un attacco negli ultimi chilometri. Solo nel 2005, quando la sua squadra cambiò sponsor divenendo Discovery Channel, ottenne la sua prima vittoria da professionista, vincendo una tappa del Giro d'Austria che concluse sesto. Nel 2006 ottenne un ultimo piazzamento, un terzo posto al Sachsen-Tour International, prima di lasciare la Discovery Channel.
Per la stagione 2007 passò alla squadra tedesca T-Mobile Team, che nel 2008 a causa dell'abbandono dello sponsor T-Mobile prese licenza statunitense e divenne Team High Road. Durante il 2008 si piazzò quinto al Tour of Ireland, vinse una tappa del Tour of Missouri che chiuse decimo nella generale e ottenne un nono posto ai Giochi olimpici del 2008.
Nel 2010 si trasferì alla neonata squadra britannica Team Sky, con la quale partecipò per la prima volta al Tour de France dopo tredici stagioni da professionista.
Nell'autunno del 2012 confermò il ritiro dall'attività agonistica.
Poche settimane dopo, la USADA lo squalificò dal 10 settembre 2012 al 10 marzo 2013 in seguito alla sua confessione circa l'uso di sostanze dopanti nel corso della sua militanza nella US Postal Service, revocandogli inoltre tutti i risultati sportivi conseguiti dal 13 maggio 2003 al 31 luglio 2006.

## Palmarès
- 2005

5ª tappa Giro d'Austria
- 2008

4ª tappa Tour of Missouri

### Altri successi
- 2002

1ª tappa Vuelta a Catalunya (cronosquadre)
- 2004

1ª tappa Vuelta a España (cronosquadre)
- 2009

3ª tappa Tour de Romandie (cronosquadre)
1ª tappa Giro d'Italia (cronosquadre)

## Piazzamenti

### Grandi Giri
- Giro d'Italia

2005: 101º revocato
2007: non partito (2ª tappa)
2009: 127º
2010: 44º
2011: 54º
- Tour de France

2010: 99º
- Vuelta a España

2002: non partito (9ª tappa)
2003: 78º revocato
2004: non partito (18ª tappa)
2005: 56º revocato
2006: 77º

### Classiche monumento
- Milano-Sanremo

2005: 89º revocato
2006: 34º revocato
2009: ritirato
2010: 54º
- Giro delle Fiandre

2006: ritirato revocato
2010: 77º
- Parigi-Roubaix

2005: ritirato revocato
2009: 90º
2010: 26º
2011: 102º
- Liegi-Bastogne-Liegi

2004: 98º revocato
2007: ritirato
2008: 125º
- Giro di Lombardia

2006: ritirato
2008: 51º
2009: 76º

### Competizioni mondiali
- Campionati del mondo

Lugano 1996 - In linea Under 23: 8º
Plouay 2000 - In linea: 106º
Lisbona 2001 - In linea: 78º
Hamilton 2003 - In linea: 7º revocato
Verona 2004 - In linea: ritirato
Madrid 2005 - In linea: ritirato
Varese 2008 - In linea: 33º
Mendrisio 2009 - In linea: 18º
- Giochi olimpici

Atlanta 1996 - In linea: 64º
Atene 2004 - In linea: 32º revocato
Pechino 2008 - In linea: 9º